# Hačinohe
Hačinohe (japonsky 八戸市) je město na jihovýchodě prefektury Aomori na severu ostrova Honšú v Japonsku. V dubnu 2012 mělo město 235 434 obyvatel, což při rozloze 305,4 km² představovalo hustotu zalidnění 771 obyvatel na km².